# Медведєв Геннадій Вікторович
Генна́дій Ві́кторович Медве́дєв (8 березня 1973 — 18 лютого 2015) — старший сержант Збройних сил України, учасник російсько-української війни.

## Короткий життєпис
Служив строкову службу у Туркменистанському ВО, учасник війни в Афганістані. Після розпаду СРСР дослужував в Одесі. Проживав в мікрорайоні Сонячний, працював чоботярем, на Криворізькому рудоремонтному заводі. Відкрив у 1990-х власну чоботярню, дружина покинула аптеку та пішла працювати на підприємстві чоловіка.
В часі війни — командир машини, 40-й окремий мотопіхотний батальйон — 17-та окрема танкова бригада.
17 лютого 2015-го під Дебальцевим на блокпосту «Зірка» поранений осколком у стегно. При медичній евакуації машину обстріляли терористи, Медведєв зазнав смертельного осколкового поранення у голову.
Від того моменту вважався зниклим безвісти; упізнаний серед загиблих, похований в Кривому Розі, 9 березня в місті оголошено Днем смутку. Вдома лишилася дружина Ася, батько, дочка Діана.

## Нагороди
За особисту мужність і героїзм, виявлені у захисті державного суверенітету та територіальної цілісності України, вірність військовій присязі під час російсько-української війни, відзначений — нагороджений
- 27 червня 2015 року — орденом «За мужність» III ступеня.
- медаль УПЦ КП «За жертовність і любов до України» (посмертно)
- відзнака міста Кривий Ріг «За Заслуги перед містом» 3 ступеню (посмертно)
- відзнака 40-го батальйону «Мужність. Честь. Закон.» (посмертно)